# Genoveffa di Brabante (film 1964)
Genoveffa di Brabante è un film del 1964 diretto da José Luis Monter.
La pellicola, con protagonisti María José Alfonso, Alberto Lupo e Stephen Forsyth, è l'adattamento cinematografico della biografia di Ginevra di Brabante, presente nel volume Legenda Aurea scritto da Jacopo da Varazze, già portata sul grande schermo nel 1947 col film diretto da Primo Zeglio Genoveffa di Brabante.

## Trama
Il conte Sigfrido di Treviri, mentre attraversa una foresta con i suoi uomini, è gravemente ferito durante uno scontro con un gruppo di banditi. In fin di vita, viene soccorso e portato al castello del duca di Brabante, un tempo suo rivale. Qui, la figlia del duca, la giovane e graziosa Genoveffa, si prende cura di lui con grande dedizione. Tra i due nasce un amore intenso, che culmina in un matrimonio destinato a sigillare una pace duratura tra le due famiglie. Tuttavia, la serenità dei due sposi viene presto spezzata quando Sigfrido è chiamato a partire per le crociate. Prima di partire, il conte affida la moglie e la gestione del castello al suo fidato amministratore, Golo il quale, però, nutre un'ossessione per Genoveffa e, approfittando dell'assenza del conte, tenta di sedurre la donna. La giovane, fedele al marito, respinge con fermezza le sue avances. Sentendosi umiliato e rifiutato, Golo trama una vendetta crudele: accusa Genoveffa di adulterio e la fa imprigionare. Durante la prigionia, Genoveffa dà alla luce un bambino. La donna, nonostante la sua innocenza, viene condannata a morte. La sentenza dovrebbe essere eseguita in una foresta ma uno dei carnefici, impietosito dalla sua innocenza e dalla presenza del bambino, le risparmia la vita, permettendole di fuggire. Costretta a nascondersi, Genoveffa trova rifugio in una caverna isolata, dove vive per lungo tempo insieme al figlio, nutrendosi di ciò che la natura offre. Nel frattempo, Sigfrido, prigioniero dei musulmani durante la crociata, riesce a liberarsi e torna al castello. Qui scopre le menzogne e i crimini di Golo. Dopo aver punito l'amministratore traditore, Sigfrido parte alla ricerca di sua moglie e del figlio. Finalmente li ritrova nella foresta e li riporta a casa, restituendo loro la dignità e il posto che meritano.

## Distribuzione
Il film è stato distribuito nelle sale cinematografiche italiane a partire dal 24 dicembre 1964.

## Accoglienza

### Critica
(Segnalazioni cinematografiche. Volume LVI - 1965)